# Баррейру (район)
Баррейру (порт. Barreiro) — район (фрегезия) в Португалии, входит в округ Сетубал. Является составной частью муниципалитета Баррейру. Находится в составе крупной городской агломерации Большой Лиссабон. По старому административному делению входил в провинцию Эштремадура. Входит в экономико-статистический субрегион Полуостров Сетубал, который входит в Лиссабонский регион. Население составляет 8822 человека на 2001 год. Занимает площадь 3,73 км².
Покровителем района считается Животворящий Крест (порт. Santa Cruz).